# Hein Offermans
Hein Offermans (Maastricht, 12 april 1959) is een Nederlandse bassist en arrangeur, die contrabas, elektrische bas en tuba speelt.        Hij groeide op in Noord-Brabant (Valkenswaard), begon daar als 7-jarige met gitaarlessen, speelde in een aantal regionale bands, studeerde enkele jaren aan de Academie voor Beeldende Vorming in Tilburg en begon in 1981 zijn studie contrabas aan de Opleiding tot Improviserend Musicus aan het Koninklijk Sweelinck Conservatorium Amsterdam waar hij in 1986 cum laude afstudeerde. Sindsdien is hij actief in zowel de pop-, jazz- en de muziektheaterwereld.                                                                                                                   In de popscéne speelde hij jarenlang met Corrie en de Grote Brokken, hij speelde 15 jaar in de band van Frédérique Spigt, werkte met Hennie Vrienten, ging op tour met Bennie Jolink (1999), hij zat in de Amsterdamse bands the Moondogs, speelde op de Boulevard of Broken Dreams en de Parade (oa de Houdini's, Hit the Pearl, Off the Pearl, de Manzanas  en merengue-bigband Cita con el Pasado; oa. in USA & Canada, België, Duitsland), hij speelde met de Amerikaanse tenorsax-'honker’ Big Jay McNeely, (USA), met Fats Domino-sideman Lee Allen, hij speelde van 1991 t/m 1995 wekelijks in de huisband radioprogramma Opium en in 1991 in de huisband van het wekelijkse TV-programma Jansen & Co (met oa Lucas van Merwijk), hij speelde van 2007 t/m 2011 met Herman van Veen, Ramses Shaffy, speelde met Mathilde Santing, Leo Blokhuis&Ricky Koole, Lori Lieberman (USA), met And The Band Played On, A Tribute to The Band (op tuba, met oa Wouter Planteijdt en Hans van der Lubbe), hij zat in de allstar-band Street & Stone van Peter van Straaten (ex-Powerplay, met Planteijdt, Renee van Barneveld, Leon Klaasse en Nico Brandsen+) en met nog vele andere artiesten. In 2011 wordt Offermans gevraagd als bassist in de band van Guus Meeuwis (Groots met een Zachte G, Ziggo Dome, Ahoy, Londen, Parijs, Sydney, New York), vanaf 2021 speelt hij in de band van de populaire Vlamingen Cleymans & van Geel (België) en vanaf 2020 speelt hij  bij The Streamers.                                                                                                                                                                                          In de jazzscéne speelt hij vanaf 1987 met levenspartner Corrie van Binsbergen (Boy Edgarprijs 1999) in veel van haar muzikale projecten, zoals met de twaalfmans band Corrie en de Brokken, Corrie en de Grote Brokken (met oa. Bob Fosko & Béatrice van der Poel en Wouter Planteijdt), hij doet honderden 'Literaire Concerten' oa. vanaf 2005 tot heden met Het Wisselend Toonkwintet (Toon Tellegen, Corrie van Binsbergen, Albert van Veenendaal, Joost Buis en Alan Purves), literaire concerten met Remco Campert en Kees van Kooten en nog veel meer schrijvers) en in 2010 met de opera 'Over de Bergen' van CVB & Josse de Pauw (België) met oa. Claron McFadden. Verder speelde hij in de jazzscéne oa. in de Contraband (van Willem van Manen+), speelde hij met John Engels, met Tobias Delius, met Lucas van Merwijk, Martin van Duijnhoven, Vera Vingerhoeds eva.
Als studiomuzikant werkte hij voor een eindeloze reeks artiesten zoals Guus Meeuwis, Henny Vrienten, Frédérique Spigt, Herman van Veen, Doe Maar, Jiskefet, Sesamstraat en Het Klokhuis (TV), Daniel Lohues, Huub van der Lubbe, Bennie Jolink, Cleymans & van Geel (B), Danny Vera, Stan van Samang (B), Paul de Munnik, Gers Pardoel, Normaal, Jan Rot, Abel, Veldhuis & Kemper, Herman Finkers, JW Roy, Stephanie Struijk, Leo Blokhuis & Ricky Koole, The Beau Hunks (tuba) eva.                                                                                                                                                                                                                                                                             In de muzieklheaterwereld speelde Offermans tussen 1987 en 2005 mee in diverse producties bij Orkater/De Mexicaanse Hond (gebr. van Warmerdam, Gijs Scholten van Aschat, Porgy Franssen, Peter Blok, Loes Luca, Pierre Bokma, (tournees door België, Frankrijk, Engeland, Schotland, IJsland, de USA en Canada), hij arrangeerde voor huiscomponist Vincent van Warmerdam en hij werkte verder met Jiskefet, het RoTheater (oa Loes Luca), Toneelgroep Maastricht (met oa Jan-Jaap van der Wal), en het Scapino Ballet,  verder deed hij arrangeerwerk voor films 'De Noorderlingen' (Alex van Warmerdam) en Ober ((Alex van Warmerdam), arrangeerde hij voor Corrie en de Grote Brokken, Het Nederlands Blazers Ensemble, De Ebonyband, Toneelgroep Maastricht en Beatrice van der Poel.   Voor film- en tv-soundtracks speelde hij oa. voor De Noorderlingen, De Jurk, Ober, Shouf Shouf Habibi, Polleke, Pietje Bell, Bij ons in de Jordaan (TV), Ja Zuster Nee Zuster, Abeltje, Klokhuis en Sesamstraat, (TV), Annie (TV), de NPO docu-serie ‘Schuldig’ en de onderscheiden documentaire The Mole Agent (San Sebastian Film Fest./ Oscar nominatie 2021). Rocco & Sjuul, Hein (TV) en meer. Offermans was ook te zien in de NPO documentaire Vrienten&Vrienten in Basmannen (2019) van en met Hennie en Xander Vrienten.de onderscheiden documentaire The Mole Agent (San Sebastian Film Fest./ Oscar nominatie 2021). Rocco & Sjuul, Hein (TV) en meer.    
https://theaterencyclopedie.nl/wiki/Hein_Offermans